# Acanthurus pyroferus
Acanthurus pyroferus (Kittlitz, 1834) è un pesce osseo marino appartenente alla famiglia Acanthuridae.

## Distribuzione e habitat
A. pyroferus si trova principalmente nella regione tropicale dell'oceano Pacifico occidentale tra l'Indonesia, le Filippine, il Giappone meridionale a nord, la grande barriera corallina australiana a sud e le isole Marchesi e Tuamotu a est. Nell'oceano Indiano centrale è sostituito dall'affine A. tristis, A. pyroferus è però dubbiosamente segnalato alle Seychelles.
Si tratta di una specie tipica dell'ambiente corallino, presente sia nelle lagune che nelle parti esterne, preferisce zone dove le madrepore si mescolano a rocce e a tratti sabbiosi. Staziona alla base delle formazioni coralline e preferisce ambienti con una certa sedimentazione. 
Il range batimetrico in cui si può incontrare va da 4 a 60 metri, comunemente fra 5 e 40 metri.

## Descrizione
Questa specie, come gli altri Acanthurus, ha corpo ovale, compresso lateralmente, e bocca piccola posta su un muso sporgente; sul peduncolo caudale è presente una spina mobile molto tagliente. La pinna dorsale è unica e piuttosto lunga, di altezza uniforme. La pinna anale è simile ma più corta. La pinna caudale è lunata negli adulti e arrotondata o spatolata nei giovani. Le scaglie sono molto piccole. La livrea dell'adulto è piuttosto variabile come tonalità: comunemente ha fondo nerastro-violaceo con una macchia arancio, vistosa ma non definita, tra l'apertura dell'opercolo branchiale e la base delle pinne pettorali, il bordo dell'opercolo stesso è percorso da una fascia nera che arriva alla gola. Le labbra sono nere con un sottile bordo bianco che le separa dal muso dell'animale.

### Mimetismo batesiano
I giovanili di A. pyroferus possono avere tre diverse livree, ognuna delle quali imita una diversa specie del genere di pomacantidi Centropyge (ovvero Centropyge flavissima, C. vrolikii e C. heraldi). Questo caso di mimetismo batesiano è dovuto alle forti spine opercolari di Centropyge, pericolose per i predatori. I giovanili possono dunque essere completamente giallo vivo, gialli con occhi, bocca, opercolo e pinne impari bordate di azzurro o grigiastri marezzati di bruno con terzo posteriore del corpo nero e pinne impari con orlo blu. Anche la pinna caudale nelle fasi giovanili ha una forma simile a quella di Centropyge.
Raggiunge i 29 cm di lunghezza.

## Biologia

### Comportamento
È una specie solitaria. Può vivere fino a 28 anni di età.

### Alimentazione
Si nutre di alghe bentoniche. e di detrito.

## Pesca
Viene pescato localmente sia per il consumo umano che per rifornire il mercato acquariofilo.

## Conservazione
Questa specie non appare minacciata dato che ha un vasto areale in cui le popolazioni sembrano stabili, abbondanti e ben distribuite. La pesca per l'alimentazione umana o per gli acquari appare modesta e non influisce sulla consistenza degli stock. Per questi motivi la Lista rossa IUCN classifica questa specie come "a rischio minimo".